# (100897) Piatra Neamt
(100897) Piatra Neamt est un astéroïde de la ceinture principale.

## Description
(100897) Piatra Neamt est un astéroïde de la ceinture principale. Il fut découvert le 5 mai 1998 à San Marcello Pistoiese par Luciano Tesi et Alfredo Caronia. Il présente une orbite caractérisée par un demi-grand axe de 2,17 UA, une excentricité de 0,16 et une inclinaison de 1,5° par rapport à l'écliptique.

## Compléments